# 浅見克彦
浅見 克彦（あさみ かつひこ、1957年 - ）は、日本の経済学者、文化史学者、和光大学教授。専攻は社会理論、社会思想史。近年はカルチュラル・スタディーズ、SF論など。

## 来歴
1980年北海道大学経済学部卒、87年同大学院博士課程修了。「所有と物象化 マルクスの経済学批判における所有論の展開」で経済学博士。85-88年北大助手、90年富山大学助教授、93年北大経済学部助教授、2007年和光大学表現学部教授。

## 著書
- 所有と物象化 マルクスの経済学批判における所有論の展開 世界書院 1986.10 社会科学選書
- 批判のエロス 消費文化のなかの「天皇制」 青弓社 1991.6 クリティーク叢書
- 愛する人を所有するということ 2001.7 青弓社ライブラリー
- 消費・戯れ・権力 カルチュラル・スタディーズの視座からの文化=経済システム批判 社会評論社 2002.10
- SF映画とヒューマニティ サイボーグの腑 青弓社 2009.3
- SFで自己を読む 『攻殻機動隊』『スカイ・クロラ』『イノセンス』 2011.5 青弓社ライブラリー
- 時間SFの文法 青弓社 2015.12

## 共編著
- 人間社会の論理 ホッブス・スピノザ・マルクス・ルカーチ 鷲田小彌太、今井弘道、堀川哲共著 青弓社 1985.4
- 経済倫理のフロンティア 柘植尚則,田中朋弘,柳沢哲哉,深貝保則,福間聡共著 ナカニシヤ出版 2007.5 シリーズ〈人間論の21世紀的課題〉
- 島の想像力 神話・民俗・社会 山本ひろ子共編 岩田書院 2010.7

## 翻訳
- アート・クラック ロバート・ヒューイスン 青弓社 1994.5
- イギリス王室の社会学 ロイヤル・ファミリーに関する<会話>の分析 マイケル・ビリッグ 野毛一起共訳 社会評論社 1994.9
- メディア・イベント 歴史をつくるメディア・セレモニー ダニエル・ダヤーン, エリユ・カッツ 青弓社 1996.2
- グローバル・ヴィレッジ 21世紀の生とメディアの転換 マーシャル・マクルーハン,ブルース・R.パワーズ 青弓社 2003.9
- 映画スターの〈リアリティ〉 拡散する「自己」 リチャード・ダイアー 青弓社 2006.2
- 知識人の責任 ノーム・チョムスキー 清水知子,野々村文宏共訳 青弓社 2006.1

## 参考
- Ｊ－ＧＬＯＢＡＬ